# Cinco tenedores (programa de televisión)
Cinco tenedores es un programa de televisión culinario español, producido por Movistar Plus+. Tras la victoria de Juanma Castaño y Miki Nadal en la sexta edición de MasterChef Celebrity, ahora se retan cada semana por ver quien es el mejor cocinero. Ayudados siempre de dos personajes conocidos, las dos parejas tendrán que preparar un plato con el que gustar a otro invitado famoso. En agosto de 2022 se confirmó la segunda temporada del formato

## Equipo
- Juanma Castaño: Comentarista deportivo y copresentador del programa.
- Miki Nadal: Humorista, actor y copresentador del programa.

## Mecánica
Miki Nadal y Juanma Castaño son los anfitriones del programa. Son competitivos, irónicos y aunque en el pasado tuvieron algún pique, son amigos. En 'Cinco Tenedores', cada uno de ellos formará equipo con un famoso e ilustre pinche y ambas parejas tendrán que competir para ver quién realiza el mejor plato. Durante el cocinado conversarán, reirán, discutirán y descubrirán sus facetas más desconocidas. Los dos equipos tendrán que esmerarse para conquistar el paladar de otra celebridad que previamente habrá escogido un ingrediente que no podrá faltar en el plato final.
Tras una jornada entre fogones, los anfitriones, sus pinches y el invitado se sentarán a disfrutar de una velada que transcurrirá entre risas, confidencias y críticas a los platos, y en la que se elegirá a la pareja ganadora de la noche, porque aquí no vale el empate y solo puede ganar uno.

## Temporadas y episodios
| Temporada | Temporada | Episodios | Estreno                  | Final                 |
| --------- | --------- | --------- | ------------------------ | --------------------- |
|           | 1         | 6         | 27 de marzo de 2022      | 1 de mayo de 2022     |
|           | 2         | 6         | 14 de septiembre de 2022 | 19 de octubre de 2022 |

### 1.ª Temporada
| Episodio | Invitado Juanma         | Invitado Miki        | Juez                 | Fecha de estreno    |
| -------- | ----------------------- | -------------------- | -------------------- | ------------------- |
| 1        | Ana Peleteiro           | Leo Harlem           | Carlos Herrera       | 27 de marzo de 2022 |
| 2        | Carmina Barrios         | José Mercé           | Pepe Rodríguez Rey   | 3 de abril de 2022  |
| 3        | Paz Padilla             | Ángel Martín         | Daniel Guzmán        | 10 de abril de 2022 |
| 4        | Cayetana Guillén Cuervo | Chanel Terrero       | Rossy de Palma       | 17 de abril de 2022 |
| 5        | Patricia Conde          | Ángel Llàcer         | José Antonio Camacho | 24 de abril de 2022 |
| 6        | Manolo Lama             | Florentino Fernández | Mercedes Milá        | 1 de mayo de 2022   |

### 2.ª Temporada
| Episodio | Invitado Juanma     | Invitado Miki   | Juez               | Fecha de estreno         |
| -------- | ------------------- | --------------- | ------------------ | ------------------------ |
| 1        | Loles León          | Lolita Flores   | Jordi Cruz         | 14 de septiembre de 2022 |
| 2        | Boris Izaguirre     | Xavier Sardà    | Martín Berasategui | 21 de septiembre de 2022 |
| 3        | Carlos Latre        | Edu Soto        | Joan Roca          | 28 de septiembre de 2022 |
| 4        | Julio Iglesias, Jr. | Tamara Falcó    | Carme Ruscalleda   | 5 de octubre de 2022     |
| 5        | José Mota           | Santiago Segura | Ferran Adrià       | 12 de octubre de 2022    |